# Jan Hamáček
Jan Hamáček, češki hokejist, * 12. avgust 1888, Praga, Avstro-Ogrska, † 29. november 1953, Praga, Češkoslovaška.
Hamáček je bil hokejist kluba Slavija Praga, za češko (bohemsko) reprezentanco je nastopil na enem Evropskem prvenstvu, na katerem je osvojil zlato medaljo, za češkoslovaško reprezentanco pa na štirih Evropskih prvenstvih, kjer je bil dobitnik dveh zlatih ter po ene srebrne in bronaste medalje.